# Integrovaná doprava Středočeského kraje
Integrovaná doprava Středočeského kraje (IDSK) je příspěvková organizace Středočeského kraje, která má být organizátorem integrované dopravy ve Středočeském kraji. Podle obchodního rejstříku vznikla 1. listopadu 2016 a do obchodního rejstříku byla zapsána 15. února 2017, faktickou činnost zahájila 1. dubna 2017 v úzké součinnosti s organizací ROPID. 26. dubna 2017 byla přijata jako řádný člen České asociace organizátorů veřejné dopravy.

## Historie
K 1. prosinci 1993 byl založen ROPID, příspěvková organizace hlavního města Prahy, která zajišťovala rozvoj a provoz Pražské integrované dopravy nejen v Praze, ale i v jejím spádovém území, tedy značné části Středočeského kraje. V březnu 2008 pražský radní pro dopravu uvedl, že se Praha velmi intenzivně snaží o zapojení Středočeského kraje do fungování a vlastnické struktury ROPIDu, tato myšlenka však po krajských volbách a zvolení Davida Ratha středočeským hejtmanem na čas zapadla. 
Na konci listopadu 2012 bylo započato jednání o sloučení PID a SID v jednu metropolitní integrovanou dopravu. Zástupci organizace ROPID navštívili krajský úřad a společně s jeho představiteli dohodli okruh otázek, na které chtějí odpovědi. Do konce ledna 2013 měl vzniknout ucelený materiál (ze zprávy nebylo zřejmé, kdo ho má zpracovat), který pak projednají rady obou krajů, a měla být stanovena širší komise pro konkrétnější jednání. Zvažováno  mělo být zavedení jednotné čipové karty, zřízení společného podniku pro organizaci dopravy atd.
Tým odborníků z organizace ROPID, z odboru dopravy středočeského krajského úřadu a politici z výboru dopravy zastupitelstva Středočeského kraje připravili v roce 2013 84stránkový dokument Analýza současného stavu a návrh dalšího postupu integrace veřejné dopravy v Praze a Středočeském kraji.
Výbor pro dopravu Zastupitelstva hl. m. Prahy schválil 6. listopadu 2013 záměr sjednotit Pražskou a Středočeskou integrovanou dopravu do jednoho systému; stejné usnesení přijal 31. října 2013 výbor pro dopravu zastupitelstva Středočeského kraje. Na základě těchto usnesení rozhodnou Rada hlavního města Prahy a Rada Středočeského kraje. Podle záměru má sjednocování do jednoho společného integrovaného dopravního systému začít v roce 2014. Dosud nedošlo k dohodě, kdo by měl celý sjednocený systém řídit. Konkrétní principy fungování sjednoceného IDS nebyly zatím v analýze a usneseních uvedeny, analýza však vychází z principu, že integrovaný dopravní systém tvoří jednu síť a má jeden společný tarif a společné jízdenky. Účelem sjednocení je podle usnesení zlevnit, zjednodušit, zefektivnit a zrychlit hromadnou dopravu. Rada hlavního města Prahy schválila 18. února 2014 záměr sloučit oba systémy na principu jedna jízdenka, jeden tarif a jedna síť. Rada Středočeského kraje se od té doby nevyjádřila, například v prezentaci ROPIDu z 20. května 2014 není žádné stanovisko rady kraje zmíněno.
Na konferenci Integrované dopravní systémy, pořádané Sdružením dopravní telematiky ve Žďáru nad Sázavou dne 20. května 2014, prezentoval vedoucí technicko provozního odboru ROPID Ing. Radim Vysloužil projektový záměr ROPIDu na léta 2014–2020, podle kterého by centrální dispečink ROPID měl převzít řízení dopravy pro celý kraj, přičemž by měl být rozšířen systém sledování vozidel v reálném čase, informační prvky ve vozidlech i zastávkách, cca 2000 autobusů a 550 křižovatek by mělo být vybaveno zařízením pro preferenci autobusů na semaforech, měly by být instalovány samoobslužné kiosky pro prodej jednotlivých i časových jízdenek, akceptující i bankovní karty, železniční zastávky a autobusy v kraji by měly být vybaveny označovači jízdenek
Rada hlavního města Prahy schválila 17. února 2015 vznik řídící rady nového integrovaného dopravního systému. Město Praha očekávalo od Středočeského kraje, že vznik této řídicí rady také schválí a jmenuje do ní své zástupce. Členy řídící rady měli být zástupci politických reprezentací obou krajů, zástupci organizace ROPID a odboru dopravy Krajského úřadu Středočeského kraje a nezávislí odborníci. Řídicí rada měla stanovit konkrétní parametry nového IDS, harmonogram integračních etap a založení nového organizátora dopravy, ve kterém měly být zastoupeny oba kraje.
8. prosince 2015 Rada hlavního města Prahy přijala usnesení č. 2994 k integraci veřejné dopravy do jednoho společného IDS Prahy a Středočeského kraje, kterým schválila předložený dokument „Integrace veřejné dopravy v Praze a Středočeském kraji - II. etapa - Návrh základních parametrů společného IDS“. Rada města uložila předsedovi Řídící rady nového společného IDS Prahy a Středočeského kraje zahájit přípravy k založení společného organizátora IDS Prahy a Středočeského kraje a připravit ke schválení radám a zastupitelstvům obou krajů všechny kroky nutné k založení společného organizátora a spuštění společného IDS a zahájit přípravy realizace a postupné integrace a koordinace veřejné dopravy v Praze a Středočeském kraji do jednoho společného IDS. Řediteli organizace ROPID nařídila ve spolupráci s odborem dopravy Středočeského kraje pokračovat v přípravách III. etapy postupné integrace a koordinace. Oba kraje podle něj měly nejprve zadat zejména vypracování ekonomicko-právní analýzy, na jejímž základě se měly rozhodnout, jakou právní formu bude nová organizace mít. Následně měly být připraveny konkrétní kroky nutné k jejímu založení a spuštění společného IDS. Ty ještě podléhaly schválení zastupitelstvy obou krajů. Termín realizace v materiálu nebyl uveden, kontrolní termíny postupu byly usnesením rady stanoveny na 31. prosince 2015 a 31. březen 2016.
V dokumentu byla zvolena kompromisní varianta pásmově-zónového tarifu, podle kterého v částech Středočeského kraje vzdálenějších od Prahy dojde k rozdělení pásmového tarifu sestávajícího ze soustředných kružnic na jednotlivé výseče pro zohlednění tangenciálních jízd, jako vzor použití takového systému je zmíněn vídeňský region (VOR – Verkehrsverbund Ost-Region). Čísla zón by byla maximálně dvojciferná, kde první číslice by vyjadřovala pásmo a druhá výseč. V přechodných obdobích integrace by se při dopravě přes hranici PID a SID uplatňoval zásadně lomený tarif, nikoliv souběh dvou tarifů na téže trase. Papírové jízdenky pro jednotlivou jízdu by byly neadresné, tedy vázané jen svou časovou a pásmovou/zónovou platností, u elektronických jednotlivých i předplatných jízdenek by se v autobusech mimo MHD evidovalo použití na konkrétních spojích.
Rada Středočeského kraje 16. května 2016 na svém pravidelném zasedání projednala postup integrace hromadné dopravy na území Středočeského kraje a hlavního města Prahy. Doporučila pokračovat v integraci dalších oblastí do připravovaného společného integrovaného dopravního systému (IDS) Středočeského kraje a Prahy.
V úterý 9. srpna 2016 schválila Řídicí rada společného integrovaného dopravního systému Prahy a Středočeského kraje na společném zasedání v sídle Krajského úřadu Středočeského kraje na zřízení středočeského organizátora integrované dopravy, příspěvkové organizace Integrovaná doprava Středočeského kraje (IDSK). Ta má následně ve spolupráci s organizací ROPID připravovat integraci jednotlivých oblastí podle schváleného harmonogramu. IDSK a ROPID mají v budoucnu na základě vzájemné smlouvy spolupracovat a doplňovat se, aby postupně mohl vzniknout společný integrovaný dopravní systém, který bude pokrývat území Prahy i celého Středočeského kraje podle zásady jedna jízdenka, jeden tarif, jeden jízdní řád, jedna síť. Podle informace středočeského hejtmana Miloše Patery na příštím jednání krajského zastupitelstva měla být projednána a schválena zřizovací listina nového organizátora integrované dopravy. Od nového roku 2016 měl zavést integrovanou dopravu v regionech Nymbursko II, Mělnicko III a Sedlčansko I., od poloviny roku 2017 na Kladensku. Náměstek pražské primátorky Petr Dolínek přislíbil, že se návrhem na integraci obou systémů měla v nejbližší době zabývat i Rada hlavního města Prahy. Jako příklad uvedl, že je třeba s novým jednotným systémem sladit nákup nových jízdenkomatů.
IDSK a ROPID mají od 1. ledna 2017 pracovat na společném pracovišti v Praze v Rytířské ulici a na přípravě společného IDS spolupracovat. Mají užívat společný software pro jízdní řády i s výstupy pro ekonomiku. IDSK má převzít především dosavadní činnosti oddělení dopravní obslužnosti kraje na krajském úřadě, které se vznikem příspěvkové organizace zaniklo. Činností IDSK je především komplexní dopravní a ekonomická správa regionálních autobusových linek PID nezajíždějících do Prahy (řada 400), objednávka železniční dopravy na území kraje a správa linek SID a nezaintegrovaných autobusových linek. Systémové činnosti (marketing, přepravní průzkumy, standardy kvality, odbavovací systémy, technika) má mít zajištěné smluvně od ROPIDu. ROPIDu má zůstat správa linek MHD v Praze a příměstských linek PID řady 300 a objednávky železniční dopravy v Praze. Souběžná existence dvou příspěvkových organizací byla označena za vývojový mezistupeň, aby mohl vzniknout jeden nový organizátor vlastněný oběma kraji.
Zřízení druhého organizátora veřejné dopravy, příspěvkové organizace zřízené Středočeským krajem, bylo realizováno jako nejvhodnější řešení na základě právních analýz (protože nelze zřídit společného organizátora dopravy vlastněného oběma kraji) i s ohledem na časové limity dané výběrovými řízeními a harmonogramem integrace. Tento postup byl schválen dne 9. srpna 2016 Řídící radou IDS, přičemž samotné zahájení činnosti nové organizace proběhlo k 1. dubnu 2017.

## Vedení a organizační uspořádání
Ředitel je jediným statutárním orgánem organizace. Ředitelem nové organizace byl na základě výběrového řízení jmenován Pavel Procházka, který po mnoho let byl pověřen řízením organizace ROPID. Podle Obchodního rejstříku byl od 15. února 2017 ředitelem Martin Jareš, a od 20. května 2017 Pavel Procházka, podle zprávy Středočeského kraje byl Pavel Procházka do funkce jmenován 9. března 2017, podle pozdější zprávy byl pouze dočasně pověřen řízením. V pondělí 6. května 2019 Rada Středočeského kraje jmenovala s účinností od 15. května 2019 novým ředitelem Michala Štěpána, kterého ve výběrovém řízení vybrala ze dvou uchazečů. Hejtmanka uvedla, že si vedení kraje od změny slibuje výraznější zvýšení efektivity řízení organizace. Michal Štěpán v minulosti prošel například pozicemi regionálního ředitele pro osobní dopravu ČD a náměstka generálního ředitele ČD pro obchod.
Organizace má zaměstnávat má 15 lidí, z toho 13 uvádí na stránce kontaktů: ředitele organizace, jeho asistentku, zástupce ředitele pro ekonomiku (Martin Švarc), dva ekononomy dopravní obslužnosti a jednoho provozního ekonoma, zástupce ředitele pro dopravu (Martin Jareš, dřívější mnohaletý vedoucí odboru projektování dopravy organizace ROPID), koordinátora projektů a integrace, dva projektanty železničních a autobusových linek a tři projektanty autobusových linek.
Organizace sídlí v Praze ve stejné budově jako organizace ROPID. Její roční rozpočet by neměl překročit 20 milionů korun. Dočasné sídlo kanceláře ředitele a dopravního úseku je v budově dispečinku ROPID v autobusovém terminálu Praha-Letňany, dočasné sídlo ekonomického úseku je v budově středočeského krajského úřadu ve Zborovské ulici na Smíchově.

## Činnost
Předmětem činnosti podle zakládací listiny a obchodního rejstříku je 
- organizování hromadné dopravy osob včetně ekonomiky dopravy
- vytváření integrovaného systému přepravy osob
- organizování nabídkových řízení na zajištění veřejné hromadné dopravy osob
- uzavírání smluv o veřejných službách v přepravě cestujících za Středočeský kraj
- kontrola a plnění smluv s objednateli a dopravci.
- rozvoj systémů hromadné dopravy osob
- zprostředkování kompenzací a tržeb z jízdného provozovatelům regionální hromadné dopravy osob a zajištění efektivního využití těchto prostředků pro přepravní výkony dopravní obslužnosti
- upracování návrhů regionálních tarifních, odbavovacích, informačních a technických systémů hromadné dopravy osob a zprostředkování jejich realizace
- zajištění a distribuce informačních a propagačních materiálů k provozu veřejné dopravy
- vzdělávací a osvětová činnost v oblasti dopravních systémů
- činnosti související s přípravou a realizací projektů v rámci dotačních programů
- organizační a ekonomické poradenství v oblasti dopravy
- zajištění přepravní kontroly
- další činnosti pro zřizovatele pro oblast veřejné dopravy a zajištění svěřených systémových činností

Doplňkovými činnostmi jsou: 
- inženýrská a poradenská činnost.
- prodej informačních a doplňkových materiálů

Integraci všech oblastí kraje má organizace zvládnout do konce roku 2018. Společně s integrací bude IDSK řešit koordinaci, hospodárné, efektivní a účelné zajištění dopravní obslužnosti mezi jednotlivými středočeskými městy, obcemi a Prahou, kontrolovat plnění standardů kvality jednotlivých dopravců i spolupráci na modernizaci a vývoji vozového parku. Činnost IDSK má nabíhat postupně.
Organizace připraví výběrové řízení na autobusové dopravce, které musí krajský úřad vybrat do roku 2019.

## Správa označníků zastávek
Kolem 11 tisíc označníků zastávek ve Středočeském kraji, které doposud byly ve vlastnictví a správě jednotlivých dopravců, byly údajně od 1. září 2021 převedeny do vlastnictví Středočeského kraje a správy organizace IDSK. Kraj zpracovává plán obnovy a sjednocení tohoto značení, od podzimu 2021 má probíhat kompletní pasportizace a v roce 2022 má být zahájena obnova.
Krajská správa a údržba silnic Středočeského kraje vyhlásila 19. prosince 2022 zadávací řízení na obnovu a údržbu označníků na autobusových zastávkách ve Středočeském kraji. Ve výběrové komisi byli 3 zaměstnanci KSÚS SK a dva zástupci IDSK. 31. ledna 2023 byla zveřejněná zpráva z 23. ledna 2023 o hodnocení nabídek, podle níž přišla pouze jedna nabídka. Rada Středočeského kraje odsouhlasila dne 23. února 2023 uzavření smlouvy s firmou 3K značky s.r.o. na výměnu označníků zastávek v hodnotě 62,1 milionu korun v následujících čtyřech letech. Krajský radní Petr Borecký při té příležitosti oznámil, že v roce 2023 se kraj zaměří hlavně na výměnu označníků ve špatném technickém stavu a v horizontu příštích deseti let je cílem vyměnit všechny označníky. Souběžně kraj v rámci unijního dotačního programu IROP ITI chystá projekt chytrých zastávek, do nichž má být v následujících 5 letech investováno přes 140 milionů korun.
Technická specifikace zakázky počítá se třemi základními variantami nosné konstrukce: jednotyčová, dvoutyčová přímá a dvoutyčová lomená. Specifikace odkazuje na ČSN 73 6425-1 a ČSN EN 12 899-1, vyhlášku č. 294/2015 Sb.,  technické podmínky TP 65. Zdůrazňuje, že označník se umisťuje vždy v čele nástupní hrany a hlava označníku a informace o zastávce musí být vždy kolmo k ose vozovky a musí být zajištěna čitelnost poskytovaných informací pro všechny cestující. Je zdůrazněna nutnost respektovat pěší vazby v zastávce, požadavky pro bezpečný a samostatný pohyb osob s omezenou schopností pohybu a orientace, průchod podél konstrukce označníku v šířce minimální 900 mm. Výška konstrukce označníku má být 3500 mm nad úrovní terénu a podchozí výška při lomené konstrukci označníku minimálně 2200 mm. Podle specifikace součástí konstrukce označníku není odpadkový koš. Nosná konstrukce má být žárově zinkována a opatřena povrchovou úpravou práškovým lakováním (komaxit) v barevném provedení dokumentace, viditelné části konstrukce, hlavy označníku a informačního prostoru musí být opatřeny vhodnou ochranou proti vandalismu (graffiti a ilegální polepy). Nosná konstrukce má být pevně zabudována do podloží, a to pomocí hliníkové patky svislého dopravního značení připevněné do betonového základu u jednotyčového označníku, pomocí patky (tzv. „brýlí“) do betonového základu u dvoutyčového označníku. Sloupek má nést dopravní značku IJ 4a „Zastávka“ (tj. čtvercové provedení) oboustranně v retroreflexním provedení (fólie tř. 1). Piktogram na dopravní značce má být v podobě autobusu ŠL11. V rámci údržby stávajících označníků technická specifikace vyžaduje stranové vyrovnání (hlava označníku a informace o zastávce musí být vždy kolmo k ose vozovky), obnovu barevných nátěrů, kontrolu a opravu svárů, čištění od graffiti, nelegální reklamy apod. Vývěs dopravních informací (jízdních řádů) není předmětem zakázky. Obnova má být zadávána formou měsíčních objednávek, dodavatel je pak povinen do tří dnů objednávku potvrdit s harmonogramem prováděných prací. Servis má být zadáván samostatnými objednávkami, v případě havárie lze požadovat opravu do 48 hodin od telefonického nahlášení. Objednatel po dodavateli vyžaduje, aby si udržoval trvalé skladové zásoby 60 kusů jednotyčového označníku, 40 kusů dvoutyčového přímého a 30 kusů dvoutyčového lomeného, vše včetně příslušenství, a navíc 50 kusů od každé položky náhradních dílů. Demontované zastávkové sloupky je dodavatel povinen od objednatele odkoupit, a to jednotyčové za cenu 100 Kč a dvoutyčové 200 Kč za kus.